# Antiblockiersystem für Motorräder

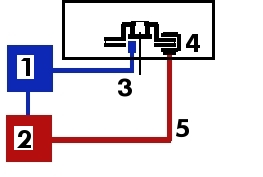
ABS-Funktionsschema
1 = Steuereinheit
2 = Druckmodulator
3 = Induktionsgeber (Drehzahlmesser)
4 = Bremssattel
5 = Hydraulikleitung

Das Antiblockiersystem für Motorräder (ABS), in der deutschen Straßenverkehrs-Zulassungs-Ordnung „Automatischer Blockierverhinderer“ (ABV) genannt, ist ein technisches System zur Verbesserung der Sicherheit von Motorradfahrern. Es wirkt bei Bremsungen, indem es durch Regelung des Bremsdrucks einem Blockieren der Räder entgegenwirkt, wobei die Räder immer nahe am Blockierpunkt gehalten werden.
Primäres Ziel bei der Entwicklung des Systems war jedoch nicht, den Bremsweg zu verkürzen, sondern die Sturzgefahr bei Vollbremsungen, insbesondere durch ein blockiertes Vorderrad, zu verhindern. Bereits 2005 konnten selbst Testfahrer die Bremswege von ABS geregelten Motorrädern nicht mehr unterbieten.
Die seit dem 1. Januar 2016 für neue Fahrzeugtypen verbindliche EU-Verordnung 168/2013/EU zur Typgenehmigung schreibt für neu zuzulassende Krafträder über 125 cm³ Hubraum und über 11 kW Leistung serienmäßig ein Antiblockiersystem vor. Ausnahmen gelten für Wettbewerbs-Enduros und Trialmaschinen. Für die Erstzulassung traten die neuen Vorschriften am 1. Januar 2017 in Kraft. Leichtkrafträder können auch mit einer Kombibremse ausgerüstet sein.

## Geschichte und Verbreitung
Das erste ABS für Motorräder wurde 1985 von Lucas Girling vorgestellt. Der erste Serien-Hersteller war die Firma FTE automotive mit Sitz in Ebern/Unterfranken, damals noch eine Sparte der Firma FAG Kugelfischer; das System wurde 1988 erstmals bei den BMW-K-100 Modellen als Option eingeführt und kostete damals 1980 DM Aufpreis. 1991 wurde von Yamaha bei der FJ 1200 ein selbst entwickeltes System angeboten, das weniger starkes Bremsnicken als das FTE-System aufzuweisen hatte. 1992 bot Honda für die ST 1100 Pan European ein ABS an. Seit 1993 wurde ABS an den neuen 4-Ventil-Boxern von BMW optional angeboten. 1996 gab es von Kawasaki ein ABS für die GPZ 1100 und das Honda-CBS-ABS für die ST 1100, 1997 von Suzuki für die 1200er Bandit ein Single-ABS. Der Durchbruch in der Verbreitung kam 2004 durch die Selbstverpflichtung des Weltmarktführers Honda, ab dem Jahr 2010 jedes neuentwickelte Motorrad über 250 cm³ zumindest optional mit CBS-ABS anzubieten. BMW-Motorrad war 2013 der weltweit erste Motorrad-Hersteller, der seine gesamte Modellpalette serienmäßig mit einem ABS ausrüstete.
Während das ABS im PKW-Bereich zur Standardausrüstung gehört, hat es sich bei Motorradfahrern noch nicht völlig durchsetzen können. Dabei ist es für die Fahrphysik von elementarer Bedeutung, dass bei einer Vollbremsung die Räder nicht blockieren und damit die Stabilität des Motorrades über die Kreiselkräfte an Vorder- und Hinterrad erhalten bleibt. Die DEKRA spricht in ihrem Verkehrssicherheitsreport Motorrad 2010 von 25 bis 35 % aller schweren Unfälle, die mit ABS vermeidbar gewesen wären. „Würde man das ABS zusätzlich mit einer Integralbremse und einem […] Bremsassistenten kombinieren, könnten sich sogar fast doppelt so viele Unfälle (50 bis 60 Prozent) vermeiden lassen.“
Das Angebot an Motorrädern, die optional oder serienmäßig mit ABS ausgestattet sind, nahm bereits im Vorfeld der gesetzlichen Regelung zu. Im Oktober 2015 waren über 300 Modelle mit ABS verfügbar.
Antiblockiersystem für Motorräder liefern:
- Bosch: für BMW, Kawasaki, KTM, Suzuki,  Moto Guzzi
- Brembo: für Ducati, Harley-Davidson
- Continental: für Aprilia, BMW, Moto Guzzi
- Nissin: für Honda, Kawasaki, Triumph
- Yamaha entwickelt eigenständig ABS-Systeme.[14]

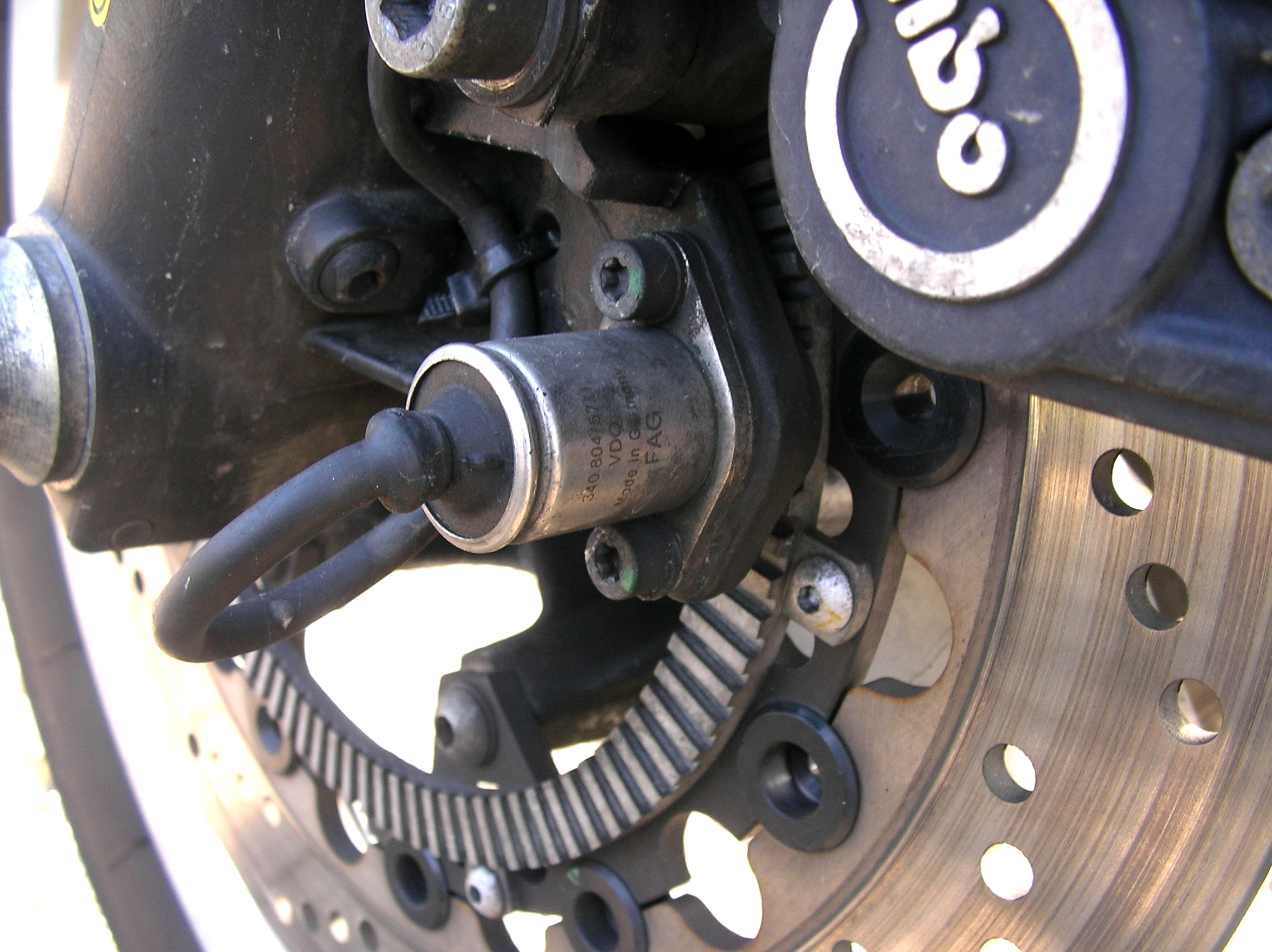
Induktionsgeber an einer K 1100 LT

- Advics[15]

## Wirkungsweise
An einer Loch- oder Zahnscheibe wird mittels Induktionsgeber an jedem Rad die Raddrehzahl gemessen. Eine drohende Radblockade wird von den Sensoren am „Steilabfall der Radumfangsgeschwindigkeit“ erkannt, und der Bremsdruck so lange abgesenkt, bis das Rad wieder rollt. Die Absenkung des Bremsdrucks wird durch eine Volumenvergrößerung im Modulator erreicht. Nachdem das Rad wieder rollt, erfolgt eine Erhöhung des Bremsdrucks bis zur erneuten Blockade. Dieser Regelvorgang (Druckab- und Aufbau) kann sich bis zu 15 Mal je Sekunde wiederholen. Die Änderung des hydraulischen Volumens wird mittels Kolben (Plunger) oder Ventilen ausgeführt. Die umfangreiche Signalverarbeitung, je nach Geschwindigkeit bis zu 3000 Impulse pro Sekunde, erfolgt in einer zentralen Steuereinheit. Beim Einschalten der Zündung und beim Einschalten des ABS nach Überschreiten der Mindestgeschwindigkeit erfolgen Selbsttests. Erkannte Fehler werden in einen elektronischen Speicher eingelesen, um die Fehlersuche bei Defekten zu erleichtern.
Im Regelbereich des ABS spürt der Fahrer die Aktivität des ABS durch ein Pulsieren im Hand- bzw. Fußbremshebel. Bei neueren Ventilsystemen ist dies kaum spürbar.
Moderne Systeme berücksichtigen neben den Radgeschwindigkeiten durch zusätzliche Sensoren auch Neigungswinkel und Rotationsbeschleunigungen, so dass sich Reaktion der Systeme beim Bremsen in Kurven massiv verbessert hat.

## Systeme

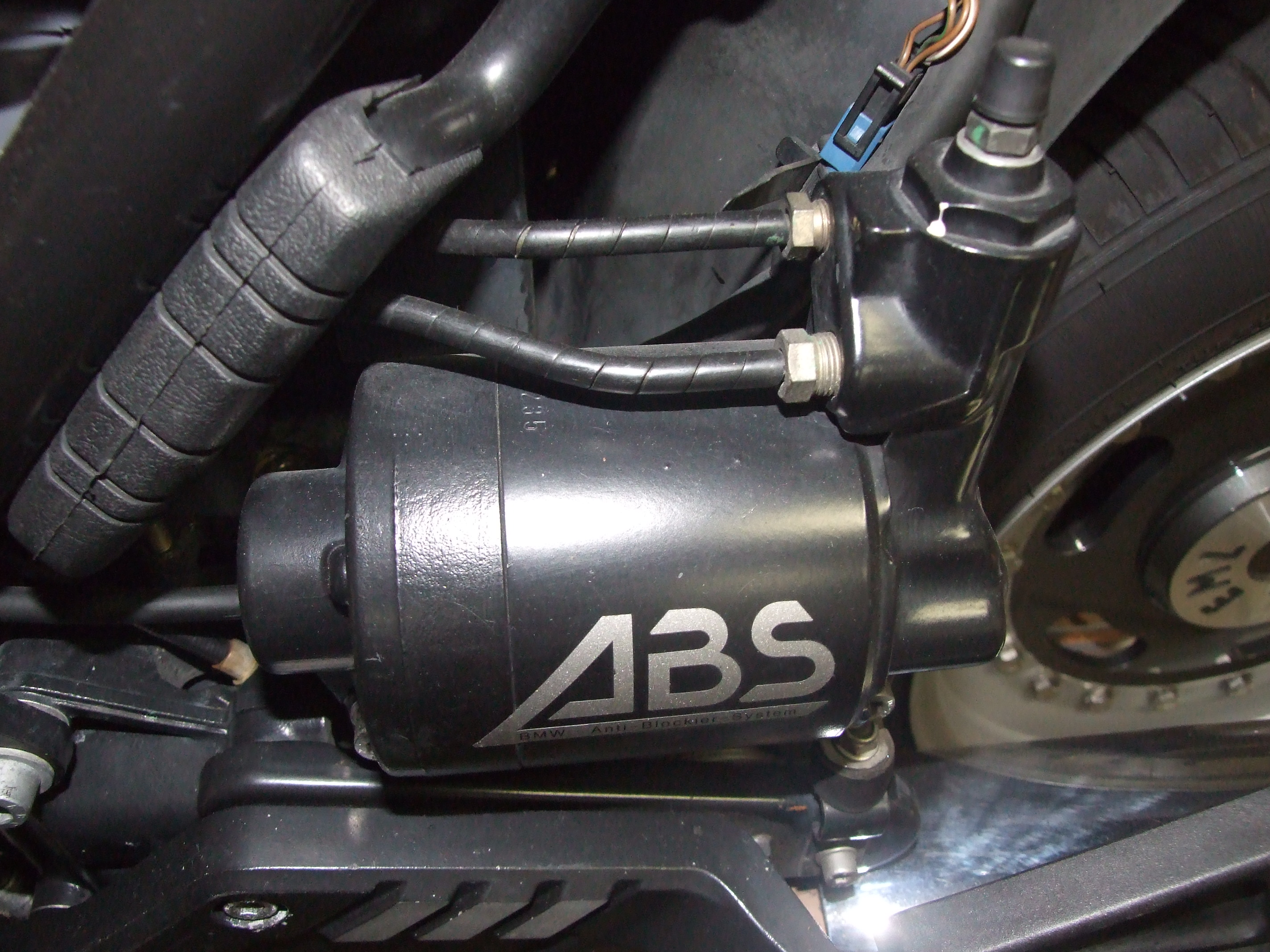
ABS-I, Hydraulikeinheit

Die Systeme sind heute nach Motorrad-Hersteller unterschiedlich. Die Druckmodulation wird entweder über elektronisch geregelte Magnetventile (z. B. BMW, Ducati, Honda, Kawasaki, KTM, Suzuki, Yamaha) oder über das Plunger-System (BMW alt, Honda) vorgenommen. Die Regelfrequenzen und die Regelgüte liegt je nach Systementwicklung weit auseinander. Die erste Generation (ABS I) lag bei maximal sieben Regelvorgänge je Sekunde, neueste Systeme können 15 Regelvorgänge je Sekunde aufweisen und sind für den Regelbereich zwischen den Haftreibungswerten 0,1 und 1,3 ausgelegt. Unterhalb von 4–6 km/h bzw. 10 km/h (Honda SH 300) wird das ABS systembedingt abgeschaltet. Der optimale Regelbereich liegt bei neueren Systemen bei 10–15 % Schlupf, der erste Prototyp regelte mechanisch bei 20 %, die zweite ABS-Generation regelte nahe am Grenzbereich bei 30 % Bremsschlupf.

### Single-ABS
Der erste Prototyp eines ABS für Motorräder von Lucas Girling aus dem Jahre 1985 war ein mechanisch-hydraulisches System. Ein schlichtes Feder-Masse-System erkannte die drohende Radblockade mittels Fliehkraft, der Bremsdruckabbau wurde über Ventile geregelt.

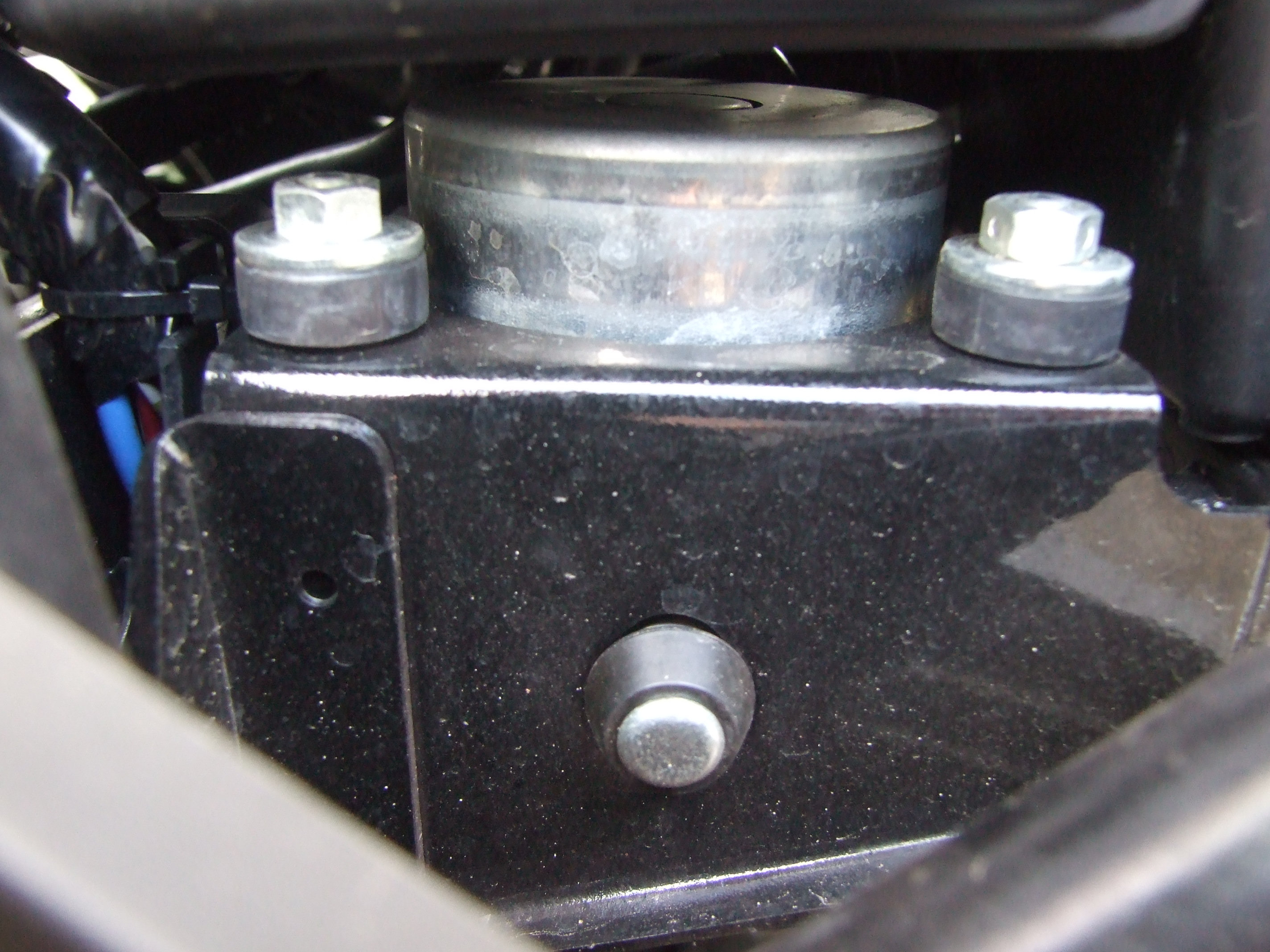
Druckmodulator Bosch ABS-8M

- Erste Generation (ABS–I): Bauzeit von 1988 bis 1993 (FTE automotive) bzw. 1996 (Nissin). Regelfrequenz 7 Hz, Plungersystem, elektrohydraulisches System, Systemgewicht 11 kg durch zwei getrennte Hydraulikeinheiten.
- Zweite Generation (ABS–II): Bauzeit 1993 bis 2006 (je nach Hersteller), Plungersystem, Druckabbau mittels Magnetventilen. Systemgewicht 4,5–6 kg.
- Dritte Generation (ABS–III): Bauzeit 1999/2001 bis 2008, Systemgewicht 2,6–4,3 kg (Single-ABS u. a. CORA, Bosch ABS-5M); Integral-ABS mit Bremskraftverstärker von FTE automotive (CORA BB), Systemgewicht 4,5 kg.
- Vierte Generation (Bosch ABS–8M, Conti MIB): Bauzeit ab 2006 bis dato, Ventilsystem, Systemgewicht 1,5–2,3 kg, kombinierbar mit ASC.[21]
- Fünfte Generation (Conti MAB, Bosch ABS 9M base, plus und enhanced): Bauzeit ab 2009, Ventilsystem, Systemgewicht 1,2 kg[22] bzw. 0,7 kg[23] leichtes und kompaktes Antiblockiersystem.
- Sechste Generation (Bosch MSC, bestehend aus ABS 9M enhanced/SU-MM5.10): Bauzeit ab 2013. Durch einen Schräglagesensor mit drei Beschleunigungs- und drei Gierratensensoren können bis zu 100 Mal in einer Sekunde Schräglage und Nickwinkel erfasst werden; damit soll die physikalische Grenze vorab erkannt werden. Die Motorrad-Stabilitätskontrolle (MSC) kam 2013 erstmals bei der KTM 1190 Adventure zum Einsatz. Die Fachpresse spricht von „Schräglagen-ABS“ oder „Kurven-ABS“.[24] Der Ende 2016 vorgestellte Bosch Typ 10 ist fast 50 Prozent kleiner und 30 Prozent leichter.[25]

### Kombinations-ABS
- Das Honda CBS-ABS wird seit 1996 (Honda ST 1100) optional bzw. serienmäßig seit 2003 in verschiedenen Honda-Modellen angeboten. Der Bremsdruck wird durch den Handbremshebel an vier der sechs Bremskolben der Vorderradbremsscheiben aufgebaut, der Hinterradbremskolben mittels sekundärem Bremszylinder und Steuerelektronik mit vorgegebenem Bremsdruck mitgebremst. Der Fußbremshebel bremst zuerst das Hinterrad, über ein Magnet-Ventil verzögern die restlichen zwei Kolben der Vorderradbremse. Es werden immer beide Räder abgebremst, unabhängig davon, ob der Fahrer nur einen oder beide Bremshebel betätigt.[26] 2009 führte Honda ein CBS-ABS (Combined Sports) speziell entwickelt für Supersportler ein. Dabei wird vom Fahrer nur der Bremsdruck vorgegeben (brake by wire)[27], zwei elektronische Pumpen bremsen wohldosiert Vorder- und Hinterrad ab.[28]

- Das Integral-ABS von BMW-Motorrad wird seit 2001 in den Versionen Teilintegral (die Fußbremse bremst nur das Hinterrad ab, der Handbremshebel beide Räder) und Vollintegral (Fuß-/Handbremshebel bremsen beide Räder ab – BMW K 1200 LT) angeboten. Beim Integral-ABS mit Bremskraftverstärker von FTE automotive (CORA BB) wird über eine elektromagnetische Spule der Bremsdruck moduliert, über ein Kugelventil der Steuerkolben angesteuert. Bei der ABS-Regelung wirkt die elektromagnetische Spule auf den Steuerkolben, der dadurch gegen den Steuerdruck des Hauptbremszylinders wirkt. Das CORA BB-System kam ausschließlich bei BMW-Motorrädern zum Einsatz und stand durch Systemausfälle in der Kritik.[29] Das ab 2006 von BMW und Continental-Teves hergestellte Integral-ABS (Conti MIB) basiert nun auf dem Ventilprinzip und kommt ohne Bremskraftverstärker aus.[30] BMW bietet seit Juni 2010 für das Integral-ABS der 2. Generation ASC zum Nachrüsten an.[31] 2009 wurde von BMW mit dem abschaltbaren Race-ABS (Bosch 9ME) an der BMW S 1000 RR ein ABS mit vier verschiedenen vom Fahrer wählbaren Streckenmodi (Rain, Sport, Race, Slick) eingeführt[32].
- Das vollintegral System der zweiten Generation von BMW in der R 1250 RT (seit 2018)[33] und der R 18 Bagger/Transcontinental (seit Juli 2021) verzichtet auf einen Bremskraftverstärker. Die Betätigung der Fußbremse wurde so abgestimmt, dass bei kleinen Verzögerungen nur die Hinterradbremse aktiviert wird und erst bei über 4 m/s² werden die vorderen Bremszangen dazu geschaltet werden. Optional ist dieses System mit Hill Assist kombinierbar.[34] Eine weitere optionale Funktion ist ein ACC Tempomat mit Abstandsfunktion. Dies wird durch ein Radarsystem in der Fahrzeugfront und aktiven Bremseingriff realisiert.

Beide Systeme, Combined Sports von Honda sowie Race-ABS von BMW werden seit 2009 mit leichten Modifikationen erfolgreich bei IDM Motorradrennen eingesetzt.

## Systemgrenzen
Kurvenfahrt: Das Motorrad-ABS ist dafür ausgelegt, die Fahrstabilität bei Geradeaus-Vollbremsungen aufrechtzuerhalten. Neuere Systeme der 3. Generation (ab 2006) gelten als eingeschränkt kurventauglich, voll kurventaugliche Systeme befanden sich bis etwa 2015 noch in der Entwicklung und sind (Stand 2024) immer noch nicht weit verbreitet. Bosch vermied 2013 bei der damals neuesten Generation namens „MSC“ (Motorrad-Stabilitätskontrolle) den Begriff Kurven-ABS, „da es Situationen gibt, wo MSC nicht weiterhilft“. Das physikalisch und systembedingte Problem des eindrehenden Bremslenkmomentes bei einer Kurvenbremsung bleibt jedoch bestehen.
Überschlagschutz: Ältere Systeme waren ohne Überschlagschutz (Rear-wheel-Lift-off-protection) ausgerüstet. Insbesondere die hohe Schlupfregelung von bis zu 30 % der zweiten ABS-Generation kann im Extremfall bei haftfähiger Fahrbahn, kurz vor dem Stillstand, zum Überschlag führen. Abhilfe: Verliert das Hinterrad bei einem Bremsvorgang kurzfristig den Bodenkontakt, regelt das ABS den Bremsdruck am Vorderrad herunter und verhindert dadurch einen Überschlag, verlängert dabei aber geringfügig den Bremsweg. Moderne ABS-Systeme mit „Stoppie-Kontrolle“ erlauben auch das Abheben des Hinterrades bis zu einem vom Fahrer einstellbaren Winkel, verlässt das Heck die Spur oder droht sich das Fahrzeug zu überschlagen so wird der Bremsdruck am Vorderrad verringert, um das Fahrzeug zu stabilisieren.
Unebene Fahrbahn: Auf stark welliger Fahrbahn kann es zum kurzzeitigen Öffnen des Bremsdrucks am Vorderrad kommen, da es beim Ausfedern durch die Entlastung zum „Steilabfall der Radumfangsgeschwindigkeit“ kommt, obwohl der Reifen noch nicht an der Haftgrenze angelangt ist.